# Adeline Dutton Train Whitney
Adeline Dutton Train Whitney (ur. 15 września 1824, zm. 20 marca 1906) – amerykańska pisarka i poetka.

## Życiorys
Adeline Dutton Train Whitney urodziła się jako Adeline Dutton Train, córka Enocha Traina i Adeline Train z domu Dutton. Jej ojciec założył przedsiębiorstwo żeglugowe utrzymujące regularne rejsy między Liverpoolem a Bostonem. Autorka uczyła się w prywatnych szkołach, między innymi w liceum dla dziewcząt prowadzonym przez znanego pedagoga George'a B. Emersona (kuzyna Ralpha Waldo Emersona. 7 listopada 1843 poślubiła bogatego kupca Setha Dunbara Whitneya, starszego od niej o dwadzieścia lat. Zaczęła pisać po trzydziestce, gdy posłała swoje dzieci do szkoły.

## Twórczość
Adeline Dutton Train Whitney była przede wszystkim autorką konserwatywnych obyczajowo powieści dla dziewcząt. Pisała również wiersze dla dzieci. Jej pierwszym opublikowanym tomikiem był poemat Footsteps on the Seas (1857). Po nim nastąpił zbiór Mother Goose for Grown Folks (1859, następne wydania 1870, 1882).